# Petelea
Petelea (in ungherese Petele, in tedesco Birk) è un comune della Romania di 2924 abitanti, ubicato nel distretto di Mureș, nella regione storica della Transilvania.
Il comune è formato dall'unione di 2 villaggi: Habic e Petelea.